# Proyecto Integral Morelos
El Proyecto Integral Morelos es un plan del gobierno mexicano, cuyo objetivo es la creación de infraestructura para la generación de energía eléctrica en la zona central del país.

## Componentes
El proyecto incluye:
- dos centrales termoeléctricas en la comunidad de Huexca.
- Un gasoducto que cruza por los estados de Tlaxcala, Puebla y Morelos.
- Una línea eléctrica a la subestación de Yautepec.
- Un acueducto desde Cuautla.